# 舊提比里斯
舊第比利斯是喬治亞首都第比利斯的一個行政區。舊第比利斯擁有很高的歷史和文化價值，大多數建築修建在山坡上。舊第比利斯主要修建於19世紀，擁有眾多折衷主義建築。